# Xian de Yifeng
Le xian de Yifeng (宜丰县 ; pinyin : Yífēng Xiàn) est un district administratif de la province du Jiangxi en Chine. Il est placé sous la juridiction de la ville-préfecture de Yichun.

## Démographie
La population du district était de 263 563 habitants en 1999.